# Mariano Duncan
Mariano Duncan é um ex-jogador profissional de beisebol da República Dominicana.

## Carreira
Mariano Duncan foi campeão da World Series 1998 jogando pelo New York Yankees. Na série de partidas decisiva, sua equipe venceu o Atlanta Braves por 4 jogos a 2.